# Клепушна
Клепушна (грч. Αγριανή, Агријани) је насељено место у општини Зиљахово у периферији Средишња Македонија, Грчка. Према попису из 2021. године био је 251 становник.
Према бугарском географу и историчару, Василу Канчову, у Клепушни је 1900. године живело 1.100 Словена хришћана. Током Другог балканског и Првог светског рата насеље је настрадало и део становништва је избегао, тако је после рата остало 638 житеља. Избеглице из Клепушне настањују се у Бугарској (претежно Гоце Делчев и околина, Перуштица и Велинград). Године 1923. насељене су две грчке избегличке породице, укупно девет особа. На попису из 1928. године Клепушна је већински словенско насеље са 716 становника.